# Philip Hammond
Philip Hammond, né le 4 décembre 1955 à Epping dans l'Essex, est un homme politique britannique, membre du Parti conservateur jusqu'en 2019. 
À compter de 2010, il occupe de hautes fonctions dans les gouvernements Cameron I et II. Il est, de juillet 2016 à juillet 2019, chancelier de l'Échiquier des gouvernements May I et II.

## Biographie

### Formation et débuts
Fils d'ingénieur, Philip Hammond grandit dans l'Essex, situé à l'est de Londres. Après une scolarité en école publique, il obtient une bourse qui lui permet de faire ses études à l'University College d’Oxford, où il obtient un diplôme (Bachelor of Arts) en sciences politiques, philosophie et économie (Philosophy, Politics, Economy). Il entame sa carrière en travaillant dans le secteur de l'immobilier, du BTP, et de l'énergie.

### Carrière parlementaire
Depuis le redécoupage électoral de 1997, Hammond est élu à la Chambre des communes pour la circonscription de Runnymede et Weybridge, située dans le comté de Surrey (Sud de l’Angleterre).

### Carrière ministérielle

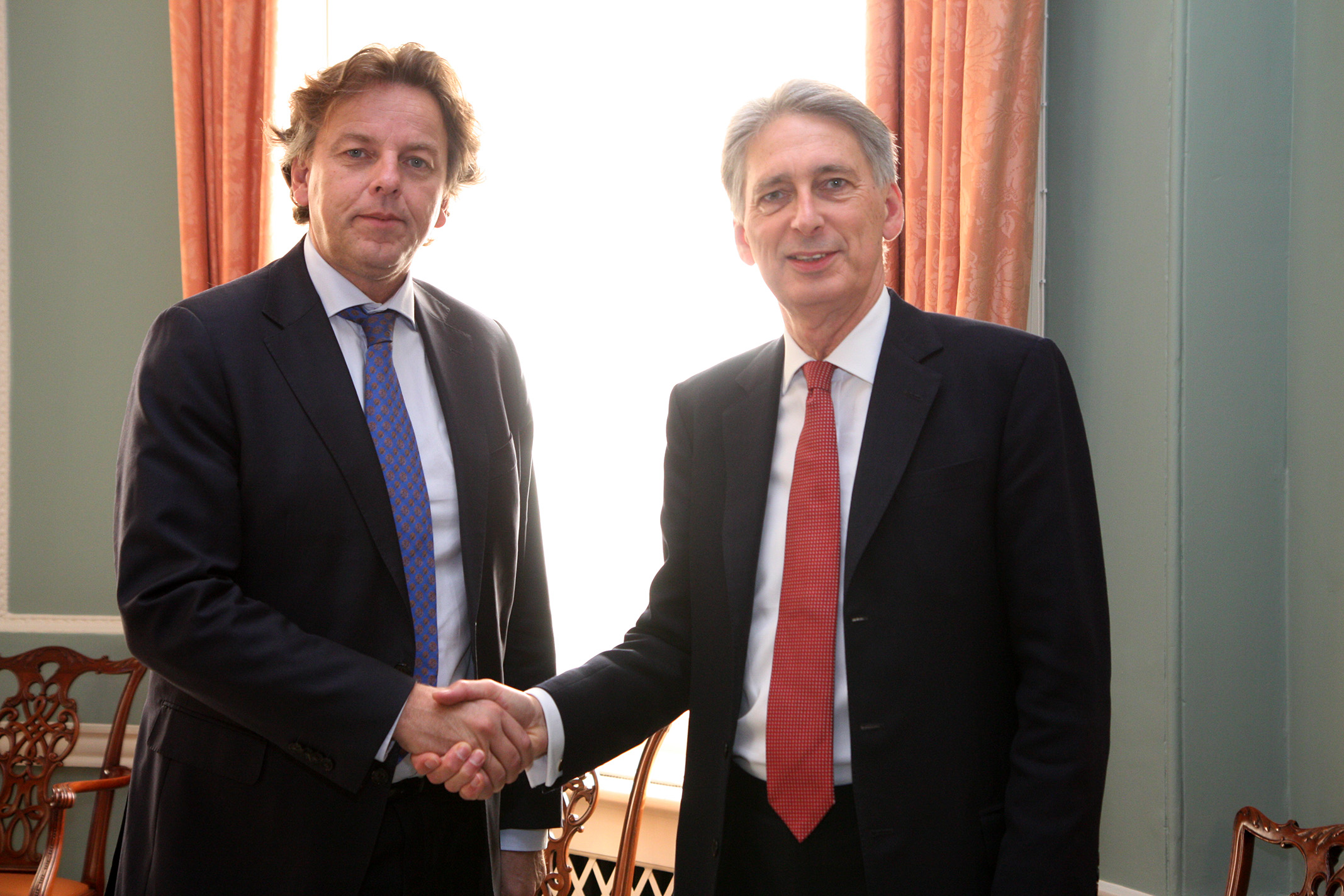
Bert Koenders et Hammond, à Londres.

Dans le premier gouvernement de David Cameron, Hammond devient secrétaire d'État aux Transports, étant, à ce titre, membre du Conseil privé.
En 2011, il succède à Liam Fox, démissionnaire, à la Défense, puis occupe le poste de secrétaire d'État aux Affaires étrangères à partir du remaniement du 14 juillet 2014. À cette occasion, la presse relève ses positions eurosceptiques, peu après la victoire du Front national et de l'UKIP aux élections européennes. En 2016, il soutient cependant le Remain lors du référendum sur l'appartenance du Royaume-Uni à l'Union européenne. Après la démission de David Cameron, il est choisi par le nouveau Premier ministre Theresa May comme nouveau chancelier de l'Échiquier. Il succède ainsi à George Osborne pour « casser » l'image des gouvernements conservateurs « réputés négliger le domaine social ».
En novembre 2015, il est critiqué pour avoir accepté une montre d'une valeur de 1 950 £ de l’homme d'affaires saoudien Sheikh Marei Moubarak Mahfouz bin Mahfouz.
Hammond fait partie des 21 députés conservateurs exclus du parti le 4 septembre 2019 pour avoir voté contre le Premier ministre Boris Johnson.
Il est créé pair à vie, le 30 septembre 2020, avec le titre de baron Hammond de Runnymede.
Après s’être éloigné de la vie politique, il exerce différents emplois dans le secteur privé, notamment celui de directeur non exécutif de la banque OakNorth International. Il est accusé à l'été 2021 d’avoir dérogé au code de conduite des anciens membres du gouvernement, en écrivant à un haut fonctionnaire ayant travaillé sous ses ordres dans le but de défendre les intérêts de la banque. Il émarge également en tant que conseiller auprès des autorités financières du Koweït et du Bahreïn.
En août 2022, il est révélé que le cabinet de conseil de Hammond a généré près de £1m de bénéfices tout en travaillant pour des clients controversés, notamment le gouvernement de l'Arabie saoudite et de Bahreïn.

### Vie privée
Philip Hammond est marié et père de 3 enfants.